# برينت وليامز
برينت وليامز (بالإنجليزية: Brent Williams)‏ هو لاعب كرة قدم أمريكية أمريكي، ولد في 23 أكتوبر 1964 في فلينت في الولايات المتحدة.

## وصلات خارجية
- برينت وليامز على موقع مرجع كرة القدم المحترفة.كوم (الإنجليزية)